# Barcelona villamosvonal-hálózata
Történelmileg Barcelona, Katalónia legnagyobb városa nagy villamoshálózattal rendelkezett. A város első villamosvonala 1872-ben nyílt meg, de ezeknek a történelmi vonalaknak szinte mindegyike 1971-re bezárt, buszokkal és a bővülő barcelonai metróval váltották fel őket. Az egyetlen fennmaradt vonalat, a Tramvia Blau-t megtartották turisztikai látványosságként, a történelmi gördülőállomány felhasználásával. A 21. század elején azonban két új villamosrendszer, a Trambaix és a Trambesòs nyílt meg a külvárosban.

## Története
Barcelona első villamosvonala a Barcelona-Gràcia (Josepets) volt, egy lóvasúti vonal, amelyet a Barcelona Tramways társaság nyitott meg 1872. június 28-án. Néhány éven belül vonalak épültek egész Barcelonában és számos környező faluba is el lehetett lóvasúttal jutni. Mivel a vonalak segítették a metropolisz integrálását, ezek a falvak a mai Barcelona negyedeivé váltak.
A vonalakat számos vállalat építette, de az 1900-as évekre a két fő vállalat maradt csak: a Barcelona Tramways és a Compañía General de Tranvías. A villamosításra az 1900-as években került sor, az útvonalszámok bevezetése 1910-ben kezdődött. 1925-ben a két fő vállalat beolvadt a Tranvías de Barcelona-ba (TB). A spanyol polgárháború (1936–1939) jelentős károkat okozott a villamospályákon.
A szolgáltatások az 1950-es és 1960-as években helyreálltak, emeletes villamosok is közlekedtek bizonyos vonalakon. Az 1960-as évek elején 101 használt PCC-kocsit vásároltak az Amerikai Egyesült Államokból, Washington D.C.-ból, és a szükséges módosítások után üzembe is helyezték azokat Barcelonában.
Azonban a bezárások is ekkor történtek. A Tramvia Blau kivételével az utolsó két villamosvonal 1971. március 18-án zárt be. A következő mintegy harminc évben ez az egyetlen rövid vonal volt az egyetlen villamosjárat Barcelonában.
Az 1980-as évek vége felé számos új villamospályát nyitottak más európai városokban, és Barcelona elkezdte mérlegelni az új vonalak építésének lehetőségét. Ennek az ötletnek a tesztelésére 1997-ben egy rövid tesztvágányt építettek a Diagonal mentén, mindössze két villamosmegállóval. A teszteket 1997 júniusában a grenoble-i villamosüzemtől érkezett villamossal, egy hónappal később pedig a Siemens Combinóval végezték.
A tesztek sikeresek voltak, és két új villamosrendszer megépítéséről döntöttek, amelyek mind a Diagonal egyes részein működnek, bár nincsenek összekapcsolva. Mindkét vonal 2004-ben kezdte meg működését, a nyugati TramBaix április 5-én kezdődött, míg a keleti Trambes május 8-án indult.

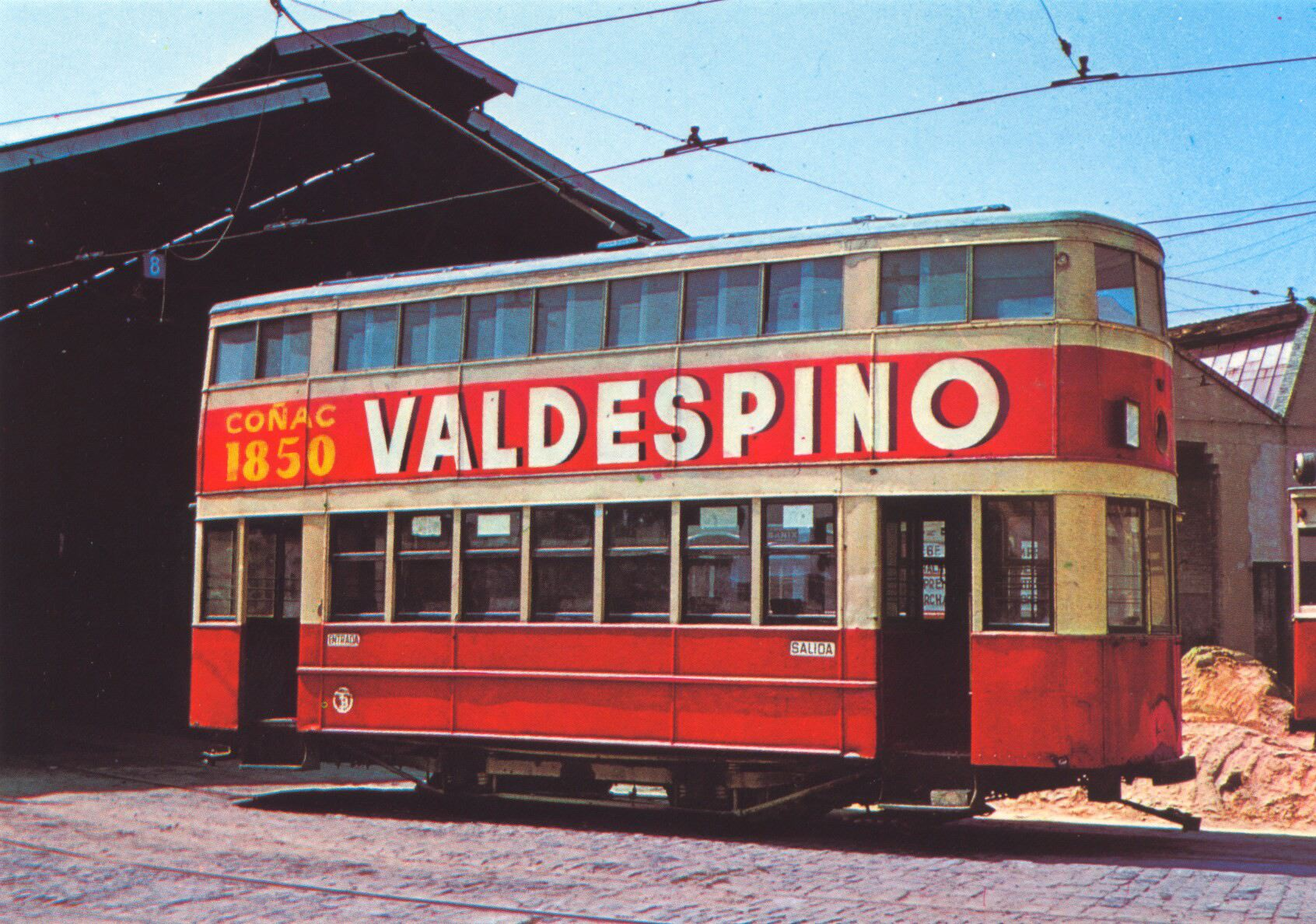
Egy emeletes barcelonai villamoskocsi
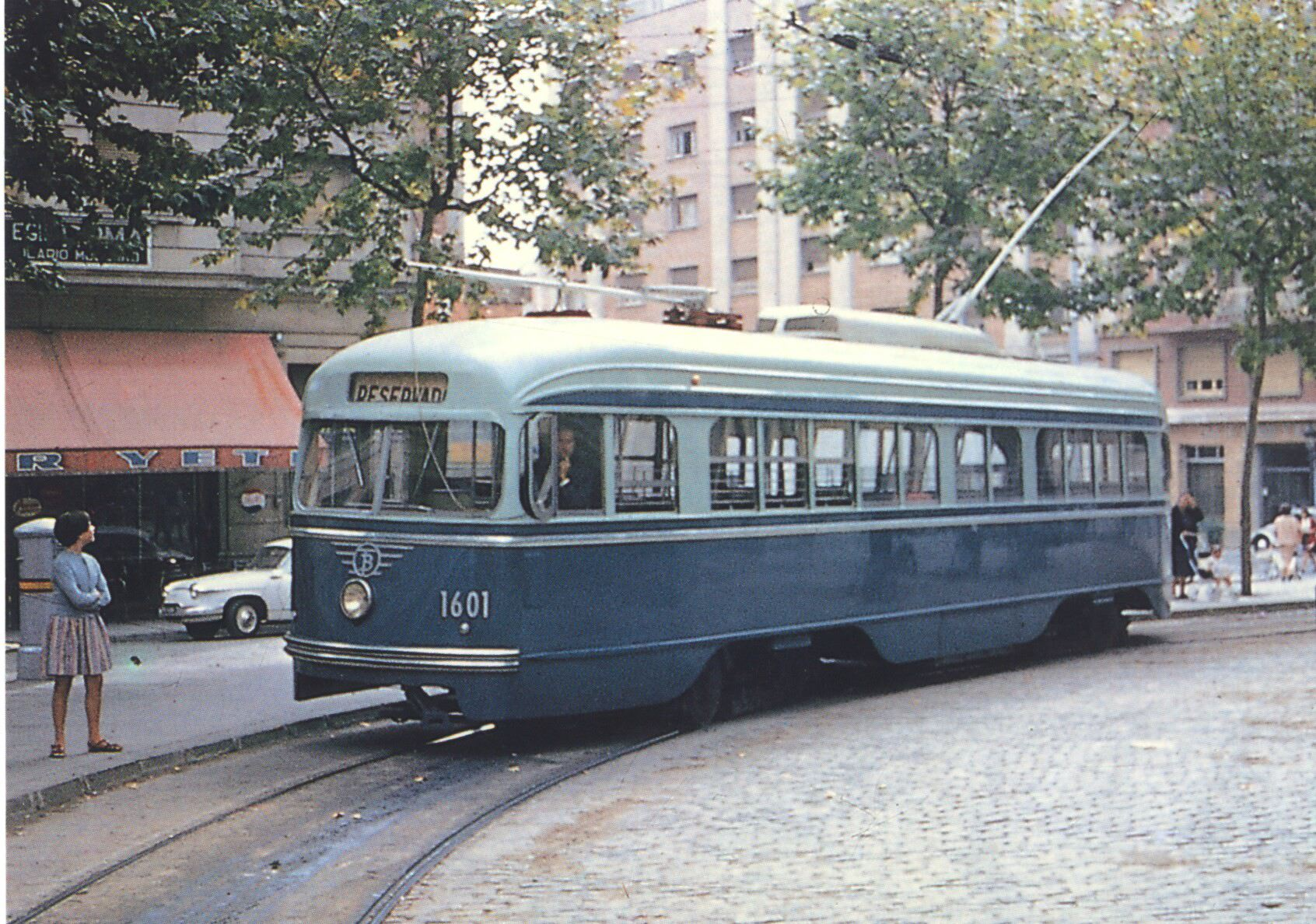
Egy PCC kocsi, melyet az amerikai Washingtonból szereztek be

## Jelenlegi helyzet

### Tramvia Blau

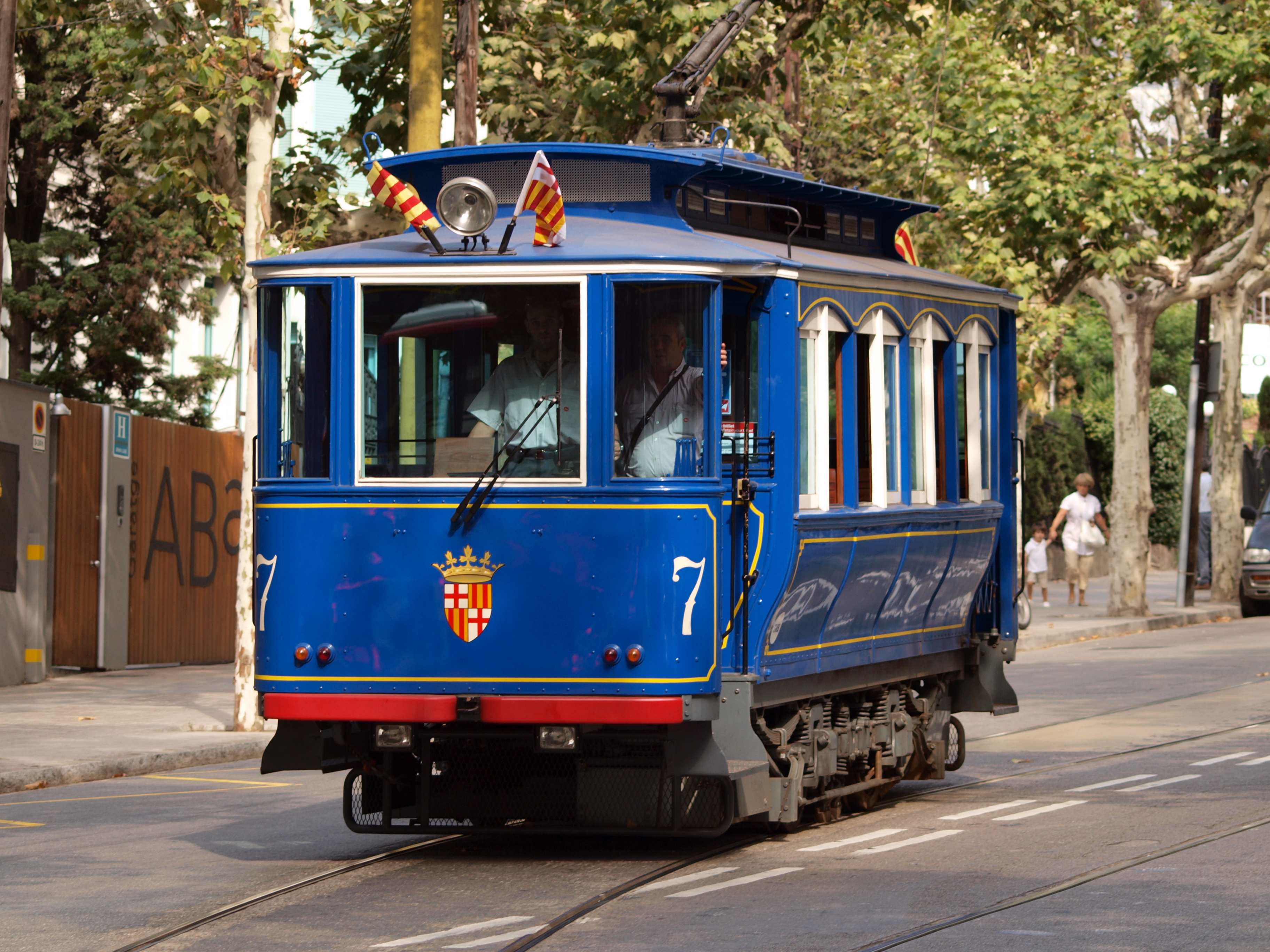
Nosztalgia-villamos Barcelonában

A Tramvia Blau egy 1,3 km  hosszúságú villamosvonal, amely a Sarrià-Sant Gervasi kerület dombvidékén található. Összeköti a barcelonai L7-es metró Avinguda Tibidabo végállomását a Funicular del Tibidabo alsó állomásával, így biztosítva a városközpont és Tibidabo közötti összeköttetést.
A Tramvia Blau-t a Transports Metropolitans de Barcelona (TMB) üzemelteti, bár nem része az Autoritat del Transport Metropolità-nak (ATM), és ezért nem integrálódott a főváros többi tömegközlekedési hálózatával; a jegyértékesítés csak a villamos üzemeltetőinél történik, a városi bérleteket nem fogadják el. A vonal üzemeltetéséhez 7 villamoskocsiból álló járműpark tartozik, ezek 1901 és 1906 között épültek.

### Trambaix
A Trambaix egy light rail rendszer, amely összeköti a Baix Llobregat járást Barcelona városával. Három útvonalat (T1, T2 és T3) foglal magában, amelyek belső végállomással rendelkeznek a Plaça Francesc Macià-nál, a városközponttól nyugatra. Neve a "tram" szóból, a katalán tramvia szó rövidítéseként, és a "Baix Llobregat" járás nevéből származik.
A Trambaix-ot a TramMet vállalat üzemelteti, és része az ATM-hálózatnak. Tarifaközösségben van a főváros többi tömegközlekedési hálózatával. A vonal az Alstom Citadis villamosokat használja.

### Trambesòs
A Trambesòs egy light rail rendszer, amely három útvonalból áll, amelyek összekapcsolják a barcelonai Sant Martí kerületet Badalona és Sant Adrià de Besòs településekkel. Neve a "tram" szóból, a katalán tramvia szó rövidítéseként, és a "Besòs" névből származik, amely egy észak-barcelonai terület neve, amelyet a Besòs folyó keresztez.
A Trambaix-hoz hasonlóan a Trambesò-t is a TramMet vállalat üzemelteti, és része az ATM-hálózatnak, és viteldíj-integrációban van a főváros többi tömegközlekedési hálózatával. Ugyanazt a gördülőállományt használja, mint a Trambaix rendszer.